# حسن السندوبي
حسن السُّنْدُوبي (ت 1967م) كاتب وأديب ومُحقِّق مصري، صاحب جريدة الثمرات.
اسمه حسن أحمد محمد السندوبي، تلمذَ مع العديد من الكتَّاب والأدباء على اللغوي والأديب سيد المرصفي. اطلع على كتب التراث وحقق العديد منها. عاش في القرن العشرين وله مؤلفات وتحقيقات.

## آثاره

#### في التأليف
1. أخبار المراقسة وأشعارهم.
2. أخبار النوابغ وآثارهم في الجاهلية وصدر الإسلام، جمع فيه مَن تسمَّى بالنابغة من القدماء.[2]
3. شرح ديوان امرئ القيس.
4. أدب الجاحظ.
5. أعيان البيان من صُبح القرن الثالث عشر الهجري إلى اليوم، كتاب خاصٌّ بتاريخ الآداب العربية في هذا العصر وتراجم مشهوري الأدباء من الكتَّاب والشعراء. طُبع عام 1332هـ/ 1914م، في المطبعة الجمالية بالقاهرة.[3]

1. الشعراء الثلاثة: شوقي، مطران، حافظ. طُبع عام 1341هـ/ 1922م، في مطبعة المكتبة التجارية بالقاهرة.[4]
2. تاريخ الاحتفال بالمولد النبوي من عصر الإسلام الأول إلى عصر فاروق الأول، طُبع عام 1948 في مطبعة الاستقامة بالقاهرة.[5][6]
3. الحسن البصري: آدابه حِكَمه نشأته حياته، لابن الجوزي، صدَّرها السندوبي بمقدمة بليغة.[7]

#### في التحقيق
1. البيان والتبين، للجاحظ.[8]
2. رسائل الجاحظ.
3. المقابسات، لأبي حيَّان التوحيدي.
4. المُفضَّليات، للمُفضَّل بن محمد الضبِّي.[9]

#### مقالاته
من مقالاته المنشورة:
1. أدب الجاحظ، مجلة أبولو، سبتمبر 1932م.
2. البلهبذ، مجلة الرسالة، يوليو 1940م.
3. مختار الصحاح وقيمة العناية به، مجلة الرسالة، ديسمبر 1940م.[10]